# Rhinanthus ovifugus
Rhinanthus ovifugus är en snyltrotsväxtart som beskrevs av Chab.. Rhinanthus ovifugus ingår i släktet skallror, och familjen snyltrotsväxter. Inga underarter finns listade i Catalogue of Life.